# Terentius Rufus
Terentius Rufus was een Romeins legeraanvoerder tijdens de Joodse Oorlog. Kort na de val van Jeruzalem in september 70 stelde de opperbevelhebber Titus hem aan als legatus legionis van het legio X Fretensis. Hij bleef echter maar kort op deze positie. Nog hetzelfde jaar werd het bevel over het legioen overgenomen door Sextus Vettulenus Cerialis.